# Oeverfeetiran
De oeverfeetiran (Empidonax difficilis) is een zangvogel uit de familie Tyrannidae (tirannen). De vogel lijkt op een Europese vliegenvanger. Het is een trekvogel die broedt in westelijk Noord-Amerika en in de winter naar de kusten van de Grote Oceaan van Mexico trekt..

## Taxonomie
De wetenschappelijke naam van de soort is voor het eerst geldig gepubliceerd in 1858 door de Amerikaanse vogelkundige Spencer Fullerton Baird. Op grond van diverse verwantschapsonderzoeken gepubliceerd tussen 2009 en 2023 is de, aanvankelijk als aparte soort beschouwde, hooglandfeetiran (E. occidentalis) weer als ondersoort binnen dit taxon opgenomen. Het bleek dat beide soorten op grote schaal bastaarden vormen.

## Kenmerken
De vogel is 13 tot 17 cm lang. Volwassen vogels hebben een grijze olijfgroene rug, donkerder op de vleugels en staart, met een gelige buik; Ze hebben een witte oogring, twee witte vleugelstrepen en een vrij korte staart.

## Verspreiding en leefgebied
Deze soort telt vijf ondersoorten:
- E. d. difficilis: W-Canada en de W-Verenigde Staten.
- E. d. cineritius: Baja California (NW-Mexico).
- E. d. insulicola: Channel Islands (nabij Californië).
- E. d. hellmayri: van ZW-Canada tot N-Mexico (Hooglandfeetiran)
- E. d. occidentalis: C- en Z-Mexico (Hooglandfeetiran)

De broedgebieden liggen binnen de zone van natuurlijk bos in de gematigde klimaatzone op hoogten tussen 1000 en 3500 meter boven zeeniveau. De overwinteringsgebieden liggen in tropisch en subtropisch bos.

## Status
De grootte van de populatie is in 2019 geschat op 9,5 miljoen volwassen vogels. Op de Rode lijst van de IUCN heeft deze soort de status niet bedreigd.